# ナジョージュヌイ (国境警備艦)
ナジョージュヌイ(ロシア語:Надежныйナジョージュヌィイ)は、ソ連・ロシア連邦の国境警備艦(Пограничный сторожевой корабль)である。艦名は「頼りになる」といった意味のロシア語の形容詞である。

## 概要
1982年9月19日、ソ連国家保安委員会(KGB)の1124-P 設計によって建造される工場番号第780号艦が、タタール自治ソヴィエト社会主義共和国のA・M・ゴーリキイ記念ゼレノドーリスク造船所で起工された。1983年6月28日にはKGBの海上国境局に登録され、第780号艦はナジョージュヌイと命名された。
1984年2月25日には進水、同年春にはバレンツ海・コーラ湾に面したムールマンスク州クフシーンスカヤ・サルマの内水システムに引き渡された。ナジョージュヌイは、同地において海上公試を実施した。同年9月20日に試験が終了すると、北方国境警備艦軍事管区北西国境警備管区に配備された。
ナジョージュヌイは200海里排他的経済水域の警備任務に就き、コーラ半島周辺のバレンツ海で行動している。ソビエト連邦の崩壊後は所属がロシア国境軍に変更された。